# Kobieta z Isdal
Kobieta z Isdal (norw. Isdalskvinnen) – ciało kobiety o nieustalonej tożsamości, które zostało znalezione w Isdalen (pol. Lodowa Dolina) w Bergen, w Norwegii, 29 listopada 1970 r.

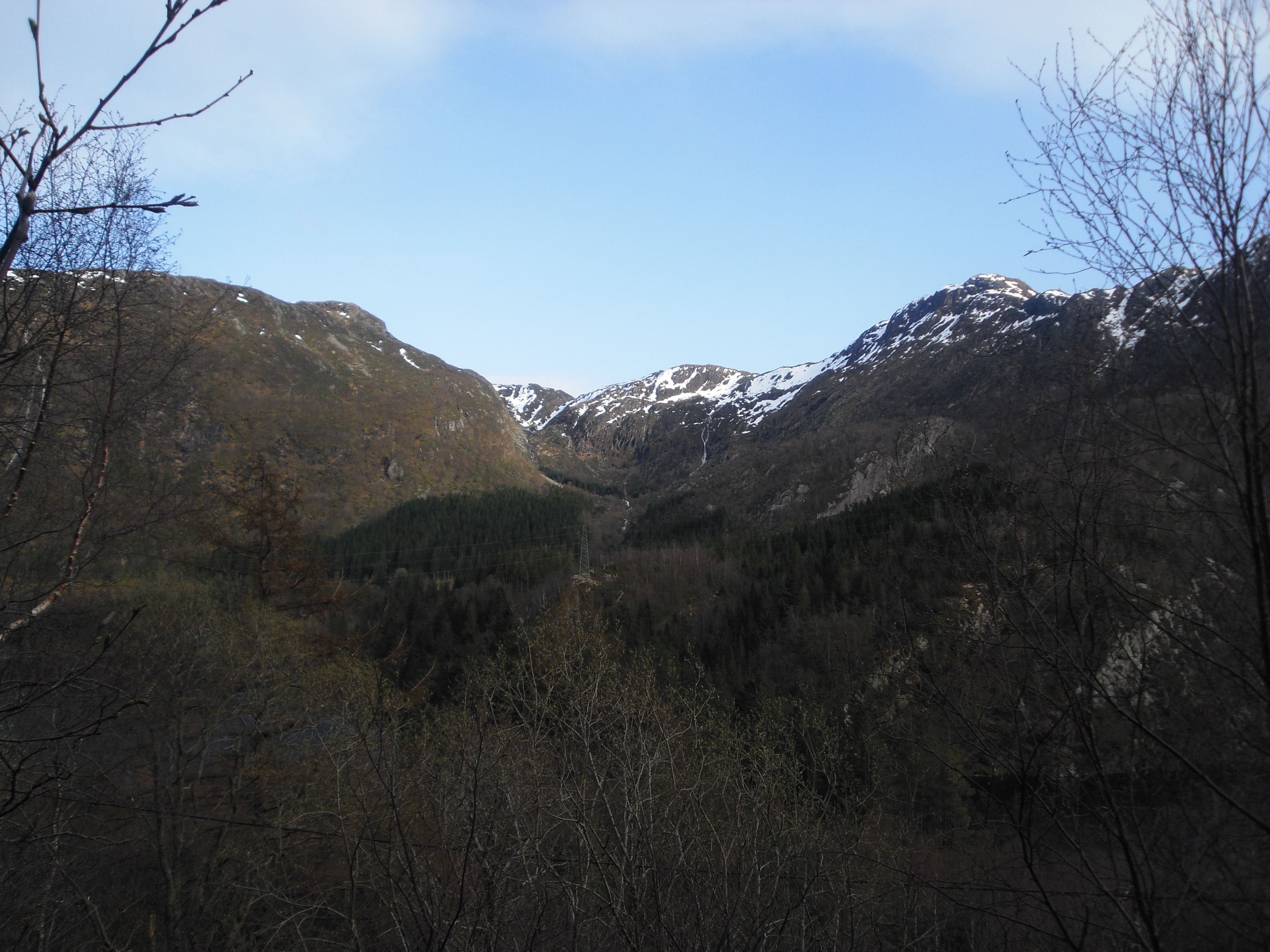
Dolina Isdalen, gdzie w 1970 roku znaleziono zwłoki kobiety

Historia ta uważana jest za jedną z największych zagadek kryminalnych Norwegii. Od wielu lat jest przedmiotem intensywnych spekulacji. Isdalen jest znana wśród mieszkańców jako „Dolina Śmierci”. Było to miejsce, gdzie w średniowieczu ludzie popełniali samobójstwa, a w latach 60. XX wieku kilkunastu turystów zmarło, gdy podczas trekkingu we mgle osunęli się ze zbocza.

## Odkrycie
29 listopada 1970 r. mężczyzna z dwiema córkami wędrował u podnóża północnej ściany Góry Ulriken, w okolicy zwanej doliną Isdalen. Natknęli się oni na częściowo zwęglone ciało kobiety, przykryte kamieniami i liśćmi, w „Dolinie Śmierci”. Obok ciała znaleziono również między innymi opakowanie pigułek przeciwpadaczkowych (marki Fenemal), suchy prowiant na lunch, pustą butelkę po likierze St. Hallvards, dwie plastikowe butelki oraz srebrną łyżeczkę, z której zeszlifowano monogram.

## Dochodzenie
Sekcja zwłok wykazała, że kobieta zmarła wskutek zatrucia tlenkiem węgla. W jej żołądku znaleziono ponad 50 tabletek nasennych, jej twarz została spalona do tego stopnia, że stała się nierozpoznawalna. Siniaki na szyi kobiety wskazywały na to, że była duszona, a odciski palców zostały usunięte. Stan uzębienia kobiety świadczył o tym, że była leczona na Dalekim Wschodzie, w Południowej Europie lub Ameryce Południowej.
Policja natychmiast rozpoczęła dochodzenie na szeroką skalę. Opublikowano rysopis denatki, w oparciu o zeznania świadków oraz analizę jej ciała, który został rozpowszechniony w norweskich mediach oraz w wielu krajach za pośrednictwem Interpolu.
Na dworcu w Bergen znaleziono dwie walizki należące do kobiety. W jednej z nich policja znalazła 500 marek niemieckich. W walizkach znaleziono również odzież, z której wszystkie metki zostały usunięte, receptę, z której usunięto nazwisko lekarza oraz datę, 130 koron norweskich, srebrne łyżki podobne do tej znalezionej w dolinie Isdalen, częściowe odciski palców na okularach przeciwsłonecznych oraz notes z zapiskami. Śledczy starali się namierzyć pochodzenie rzeczy kobiety. Skontaktowali się nawet z kilkoma z najważniejszych domów towarowych za granicą, w tym z domem handlowym Galeries Lafayette w Paryżu, aby zobaczyć, czy sklepy rozpoznają jakiekolwiek opakowania kosmetyków, które należały do kobiety. Żaden z domów towarowych nie rozpoznaje opakowań.
W walizce znajduje się jeden z istotnych tropów – reklamówka ze sklepu obuwniczego Oscar Rørtvedt w Stavanger. Syn właściciela, Rolf Rørtvedt, pamięta, że sprzedał buty „bardzo dobrze ubranej, ładnej kobiecie z ciemnymi włosami”. Buty, które sprzedał, wydają się pasować do butów znalezionych w dolinie Isdalen. Policja uważa, że parasol, również znaleziony w pobliżu ciała, został kupiony w tym samym sklepie. Rolf powiedział, że kobieta zrobiła na nim wrażenie, bo wybieranie butów „zajęło jej dużo czasu” – znacznie dłużej niż przeciętnej klientce. Mówiła po angielsku, z akcentem i wydawała się spokojna. Wspomniał również silny zapach pochodzący od kobiety, którym, jak twierdzi, mógł być czosnek. Z jego pomocą, policji udało się namierzyć hotel St Svithun, gdzie zameldowała się jako Fenella Lorch.
Okazało się, że kobieta przebywała w kilku hotelach w Norwegii – używając różnych nazwisk. A ponieważ większość hoteli wymagało od gości okazania paszportu i wypełnienia formularza zameldowania, oznacza to, że miała ona kilka fałszywych paszportów. Według policji, kobieta przebywała w następujących hotelach pod tymi nazwiskami:
- Genevieve Lancier z Leuven przebywała w hotelu Viking, Oslo od 21 do 24 marca 1970
- Claudia Tielt z Brukseli przebywała w hotelu Bristol, Bergen od 24 do 25 marca
- Claudia Tielt z Brukseli przebywała w hotelu Skandia, Bergen od 25 marca do 1 kwietnia
- Claudia Nielsen z Gandawy przebywała w KNA-Hotellet, Stavanger od 29 do 30 października
- Alexia Zarna-Merchez z Lublany przebywała w Neptun Hotel, Bergen od 30 października do 5 listopada
- Vera Jarle z Antwerpii przebywała w hotelu Bristol, Trondheim od 6 do 8 listopada
- Fenella Lorch przebywała w St Svithun Hotel, Stavanger od 9 do 18 listopada
- Pani Leenhouwfr przebywała w hotelu Rosenkrantz, Bergen od 18 do 19 listopada
- Elisabeth Leenhouwfr z Ostendy przebywała w hotelu Hordaheimen, Bergen od 19 do 23 listopada[2].

Zaczęło przybywać plotek, że kobieta była szpiegiem. W Bergen nie było zbyt wielu zagranicznych turystów, a fakt, że kobieta wydawała się bogata i obyta wywołał wiele spekulacji. „Było to podczas zimnej wojny i w tym czasie było w Norwegii sporo szpiegów, w tym rosyjskich” mówi Gunnar Staalesen, autor książek o przestępstwach w Bergen, który był studentem uniwersytetu w tamtym czasie. Norweskie służby wywiadowcze również badały tę sprawę – ale przyznają się do tego kilkadziesiąt lat później. Według NRK, służby bezpieczeństwa były zainteresowane raportami mówiącymi, że kobieta obserwowała obiekty wojskowe w zachodniej części Norwegii testujące nowe rakiety – ale nie można było wyciągnąć żadnych jasnych wniosków z ich sprawozdań.
Policja po dokładniejszej analizie stwierdziła, że zapiski w notesie były zakodowaną historią dat i miejsc. Policja ostatecznie jest w stanie odkodować niektóre notatki, ale nie ma żadnych dowodów, że kobieta jest szpiegiem. Zamiast tego okazuje się, że kobieta notowała odwiedzone miejsca. Na przykład Ø22 O28 P to data, 22–28 października, kiedy była w Paryżu; O29PS to dzień, w którym wyjechała z Paryża do Stavanger; O29S jest dniem, w którym dotarła do Stavanger, 29 października; O30BN5 pasuje do jej pobytu w Bergen od 30 października do 5 listopada.
Nietypowe ubranie, które również znaleziono w walizce wskazywało, że kobieta miała nieco prowokacyjny styl. W bagażu kobiety była również wizytówka włoskiego fotografa. Policji udało się go odnaleźć. Powiedział, że podwiózł ją do hotelu Alexandra w Loen. Przyznał również, że zjadł z nią obiad. Kobieta powiedziała fotografowi, że pochodziła z małej miejscowości na północ od Johannesburga, w Republice Południowej Afryki i miała sześć miesięcy, aby zobaczyć najpiękniejsze miejsca w Norwegii. Fotograf nie posiadał żadnych więcej informacji, a więc trop ten doprowadził donikąd. Bez tożsamości, ofiara staje się znana jako „Kobieta z Isdal”.
Kobieta najprawdopodobniej zmarła w cierpieniach. W jej płucach wykryto cząsteczki dymu, co wskazuje na to, że była przy życiu, gdy płonęła. Analiza ziemi, gdzie znaleziono jej ciało wykazała, że benzyna zostały wykorzystana do podpalenia. Bez jakichkolwiek dalszych potencjalnych tropów sprawa została zamknięta, a kobieta pochowana w lutym 1971 roku.

## Pogrzeb

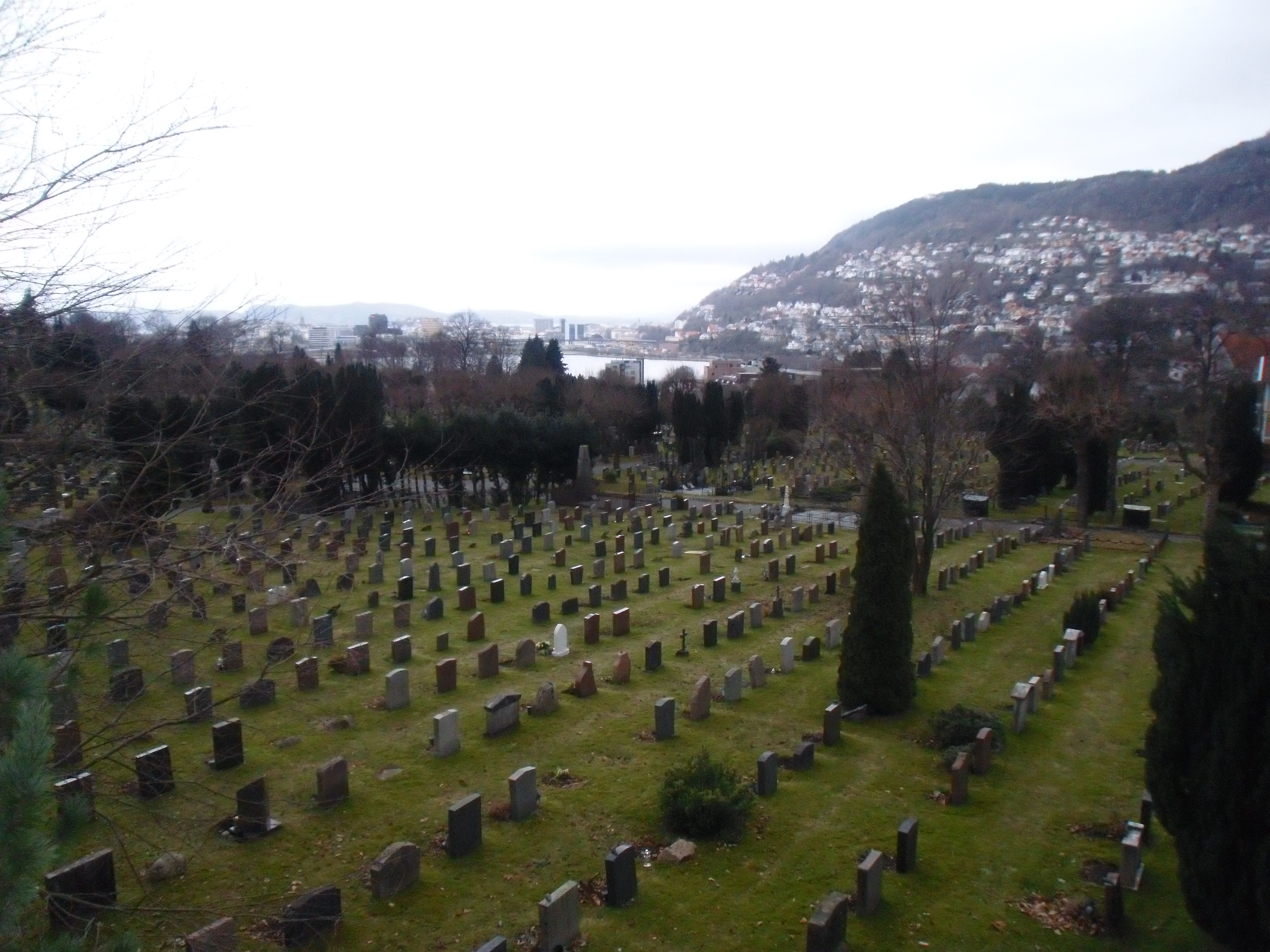
Cmentarz Møllendal w Bergen, Norwegii, gdzie pochowano kobietę

Śledczy uważali, że kobieta może być wiary katolickiej i zorganizowano dla niej katolicki pogrzeb. Według raportu policji, trumna została ozdobiona bzem i tulipanami, a kapłan odprawił mszę dla „nieznanej kobiety, która została pochowana w obcym kraju bez obecności żadnego członka rodziny”. Policja wciąż ma nadzieję znaleźć rodzinę kobiety; ona jest pochowana w trumnie z blachy cynkowej, która nie koroduje i jest odporna na warunki atmosferyczne.

## Zeznania świadków
Ludzie, którzy spotkali kobietę twierdzili, że nosiła peruki i mówiła po francusku, niemiecku, angielsku i duńsku. Miała przebywać w kilku hotelach w mieście Bergen i wielokrotnie zmieniać pokoje. Personelowi hotelu powiedziała, że była podróżującą handlarką i kolekcjonerką antyków. W kilku miejscach zostawiła zamówienie: owsiankę z mlekiem.
Jeden ze świadków powiedział, że przypadkiem podsłuchał kobietę rozmawiającą z mężczyzną w hotelu Bergen. Według świadka powiedziała ona „Ich komme bald” („Będę wkrótce”).
Ostatnim hotelem, w którym przebywała był Hotel Hordaheimen (pokój 407, od 19 do 23 listopada). Personel powiedział policji, że była atrakcyjną kobietą. Miała około 164 cm wzrostu, zaokrąglone biodra i małe oczy. Wydawała się być między 30 a 40 rokiem życia. Inny gość hotelu Hordaheimen powiedział policji, że kobieta paliła papierosy norweskiej marki South State. Personel zauważył również, że kobieta przebywała głównie w pokoju i wydawała się mieć na baczności. Podczas wymeldowania z hotelu 23 listopada, zapłaciła gotówką i poprosiła o wezwanie taksówki. Miejsce jej pobytu do 29 listopada, kiedy to jej ciało zostało znalezione, jest nieznane.
W 2005 roku mieszkaniec Bergen, który w 1970 roku miał 26 lat, powiedział lokalnej gazecie, że po obejrzeniu rysopisu, wydawało mu się, że widział kobietę pięć dni przed śmiercią, gdy wędrował po wzgórzu Fløyen. Była ubrana zbyt lekko jak na piesze wędrówki i była w towarzystwie dwóch mężczyzn o „południowym” wyglądzie. Wyglądała jakby chciała coś powiedzieć, ale oni ją powstrzymali. Mężczyzna udał się na policję, aby zgłosić tę sytuację, jednak kazano mu o tym zapomnieć.
W 2016 roku NRK zleciło amerykańskiemu artyście Stephenowi Missalowi utworzenie sześciu alternatywnych rysopisów Kobiety z Isdal, które przedstawiono osobom, które ją widziały.

## Wznowione dochodzenie
Norweski wydział dochodzeniowy (Kripos) i Uniwersytet w Bergen prowadzili analizę izotopów uzębienia kobiety, badając elementy wpływające na strukturę chemiczną zębów podczas ich formowania.
Testy obejmują:
- Analizę izotopów tlenu, które mogą ujawnić rodzaj pitej wody oraz obszary, z których ta woda pochodziła.
- Analizę izotopów strontu, które mogą odzwierciedlać rodzaje żywności, które kobieta jadła i rodzaj gleby na obszarze, gdzie dorastała[1].

To jest pierwszy raz, kiedy norweska policja przeprowadziła analizy izotopów zębów, ale mają oni nadzieję, że wyniki pomogą im wskazać region, gdzie mieszkała kobieta.
Analiza DNA jest obecnie jednym z kluczowych narzędzi używanych do analizy i identyfikacji. Nie istniała w 1970 roku. Ale okazuje się kilka próbek tkanek pobranych z narządów kobiety, w tym z jej płuca, serca, nadnercza i jajników, były przechowywane w szpitalu uniwersyteckim Haukeland. Profesor Morild powiedział, że „jest to standardem w większości Norwegii”, aby zachować próbki tkanek pobrane podczas sekcji zwłok. Próbki są „przydatne do powtórnych badań i jako źródło materiału DNA”. Po miesiącach pracy, naukowcy są w posiadaniu rozszerzonego profilu DNA kobiety. Najnowsze wyniki, opublikowane w piątek, wskazują, że kobieta była pochodzenia europejskiego, sprawiając, że teoria określająca kobietę jako agenta z Izraela jest znacznie mniej prawdopodobna.
Norweska policja zamierza wydać Interpol Black Notice, tzw. list gończy, który jest wydawany w celu ustalenia tożsamości niezidentyfikowanych zwłok. Europejskie organy ścigania zostaną poproszone o sprawdzenie swoich baz danych DNA. „Jeśli ktoś z jej rodziny jest w rejestrze DNA, dostaniemy powiadomienie” powiedział Ståle Hansen. „Byłoby to naprawdę ekscytujące”.
Nikt nie zdołał powiedzieć, kim ona była, czemu była w Bergen i dlaczego ją zabito. Sprawy nie rozwiązano, Kobieta z Isdal pozostaje nierozpoznana, a jej mordercy nie odnaleziono.